# Saint-Privat-des-Vieux
Saint-Privat-des-Vieux är en kommun i departementet Gard i regionen Occitanien i södra Frankrike. Kommunen ligger i kantonen Alès-Sud-Est som tillhör arrondissementet Alès. År 2022 hade Saint-Privat-des-Vieux 5 592 invånare.

## Befolkningsutveckling
Antalet invånare i kommunen Saint-Privat-des-Vieux
Referens:INSEE